# Айре, Эдуард Иванович
Эдуард Иванович Айре (латыш. Eduards Aire; 1876—1933) — российский и латвийский военный деятель, генерал.

## Биография
Родился 2 июня 1876 года в местечке Кикутос Наукщанской волости Валмиерского уезда.
- В службу вступил в 1894 на правах вольноопределяющегося в 101-й пехотный Пермский полк.
- Окончил Виленское пехотное юнкерское училище (1897).
- На 01.01.1909 — штабс-капитан Усть-Двинского крепостного пехотного батальона.
- Окончил Николаевскую военную академию (1911; очевидно по 2-му разряду; в Списке Генерального Штаба 1914 не значится).
- Прикомандирован к штабу Казанского Военного Округа (1912).
- Участник первой мировой войны:
  - Старший адъютант штаба 77-й пехотной дивизии, капитан. Причислен к генштабу (1914).
  - Старший адъютант штаба 4-го Сибирского армейского корпуса (с 03.10.1915; на 01.01.1916 и 03.01.1917 в должности и в чине капитана).
  - Начальник штаба 84-й пехотной дивизии (с 03.1917). Позже дивизия была переименована в 4-ю мусульманскую дивизию, которую возглавил Айре.
  - В 1918 вывел остатки дивизии из Буковины через Румынию и Бессарабию в Тирасполь, где и оставил службу.
- Участник Белого движения в составе ВСЮР.
- Начальник штаба Саратовского корпуса.
- В 01.1920 оставил службу и выехал в Латвию.
- С 06.1920 служил в армии Латвии. Возглавлял военно-учебные курсы.
- Начальник оперативного отдела штаба армии (1922−1925).
- Начальник штаба командующего армии (1925−1927).
- Генерал (1926).
- Генерал по особым поручениям при президенте страны (1927−1928).
- Начальник управления военного строительства (1928−1933).

Умер в Риге 28 мая 1933 года.

## Награды
- орден Св. Станислава 2-й ст. с мечами (13.11.1916).
- орден Трёх звёзд III степени (1930)